# Caliban Cove
Caliban Cove è un romanzo di fantascienza e horror scritto nel 1998 da S.D. Perry, quale prosieguo dell'adattamento del primo capitolo della saga videoludica di Resident Evil, Tyrant il distruttore, scollegato tuttavia dalle storie del gioco stesso.
Questo romanzo è stato edito in Italia quale supplemento Urania nell'ottobre 2001.

## Trama
Ambientato nell'agosto del 1998, questo romanzo riprende le vicende lasciate in sospeso al termine degli eventi del precedente episodio, premettendo come, malgrado i propri buoni propositi, i membri sopravvissuti della S.T.A.R.S. agli eventi di villa Spencer non hanno ottenuto alcun successo nel proprio intento di screditare la Umbrella Corporation e, anzi, sono stati addirittura posti in discussione nella propria professionalità e nella propria capacità di gestione delle indagini sugli orrendi crimini occorsi nelle vicinanze di Raccoon City il giugno precedente.
La storia ha inizio con Rebecca Chambers, unica sopravvissuta della squadra Bravo, che raggiunge Barry Burton, Chris Redfield e Jill Valentine a casa del primo, ove viene presentata a David Trapp, amico di vecchia data di Barry.
David, capitano di una squadra S.T.A.R.S. operante a Exeter, nel Maine, informato degli eventi di villa Spencer da Barry, segnala al gruppo l'esistenza di un altro impianto segreto dell'Umbrella Corporation a Caliban Cove, una proprietà sulla costa nei pressi della quale diversi pescatori sono misteriosamente scomparsi nelle settimane precedenti. David, ovviamente, sospetta l'eventualità di un'altra situazione simile a quella di villa Spencer e chiede il supporto di Rebecca, quale giovane ragazza prodigio nel campo della scienza, per la propria squadra nella volontà di un'incursione a Caliban Cove, a comprendere cosa stia accadendo e, possibilmente, a raccogliere prove concrete che possano incastrare la Umbrella Corporation per i propri crimini.
Anche David ha avuto modo di incontrare il misterioso Trent, che già aveva aiutato Jill nella sfida agli enigmi di villa Spencer e che, a lui, ha offerto similari criptiche informazioni per la sfida attesa a Caliban Cove.
Barry, Chris e Jill non sono entusiasti all'idea di lasciar partire Rebecca, ma alla fine convengono con David come quella abbia da considerarsi la scelta migliore, dal momento in cui, nel mentre la sua squadra si impegnerà nel Maine, gli altri potranno cercare di raccogliere altre prove contro la Umbrella Corporation lì a Raccoon City.
Prima che la riunione a casa di Barry possa terminare, tuttavia, un commando di uomini armati attacca la villetta, costringendo il gruppo alla fuga. In tale occasione, agli agenti S.T.A.R.S. viene offerta tragica coscienza di come i loro nemici, lì indubbiamente inviati dall'Umbrella Corporation, siano a loro volta agenti S.T.A.R.S.: la S.T.A.R.S. appare quindi corrotta nella propria stessa integrità dall'influenza dell'Umbrella Corporation, ragione per la quale tutti loro hanno da considerarsi, ormai, dei rinnegati.
Mentre Barry, Chris e Jill trovano rifugio altrove, Rebecca e David partono in aereo alla volta di Caliban Cove, dove si riuniscono con la squadra locale, formata da Steve Lopez, John Andrews e Karen Driver.
Dopo un breve briefing, il gruppo decide di dare il via all'operazione, pianificando una rapida incursione a Caliban Cove che non dovrebbe loro riservare sorprese. Purtroppo molte e spiacevoli sorprese li attendono, come il confronto iniziale con i leviatan, mostri marini creati dall'Umbrella Corporation e probabili responsabili per la scomparsa dei pescatori, e le Trisquad, gruppi di zombie infetti da T-Virus formati da tre elementi che, a differenza degli zombie di villa Spencer, sembrano essere stati addestrati a scopo militare, con tanto di nozioni relative all'uso delle armi.
A Caliban Cove, sarà presto chiaro, uno scienziato pazzo di nome Nicholas Griffith ha condotto ulteriori ricerche sul T-Virus, dando vita a nuovi orrori che sono costati la vita anche a tutti i propri collaboratori. L'ambizione di Griffith, purtroppo, è sfrenata ed egli desidera ricorrere alla propria versione modificata del T-Virus per contagiare il mondo intero, trasformando l'umanità in zombie e liberandola, a suo dire, da ogni male.
Solo il coraggio degli uomini della S.T.A.R.S. riuscirà a ovviare al peggio e, nonostante la tragica morte di Karen e di Steve, gli altri riusciranno a sventare i piani del dottor Griffith prima che possa essere troppo tardi.

## Edizioni italiane
- S.D. Perry, Caliban Cove, Mark Gerber (Progetto della copertina), 1 ed., supplemento al n. 1425 di Urania, Arnoldo Mondadori Editore, 2001,  p. 224.